# 야스다 나쓰키
야스다 나쓰키(일본어: 安田 菜津紀, 1987년 3월 30일~)는 일본의 사진 기자로, 동남아시아, 중동, 아프리카 등에서 빈곤이나 난민문제 등을 주로 취재하고 있다.

## 참고 자료
- 『考える人』編集部. “安田菜津紀 ”. 『考える人』. 2021年4月12日閲覧。